# Edward Korniłowicz
Edward Korniłowicz (ur. 13 listopada 1847 w Twerze, zm. 15 listopada 1909 w Warszawie) – polski lekarz psychiatra.

## Życiorys

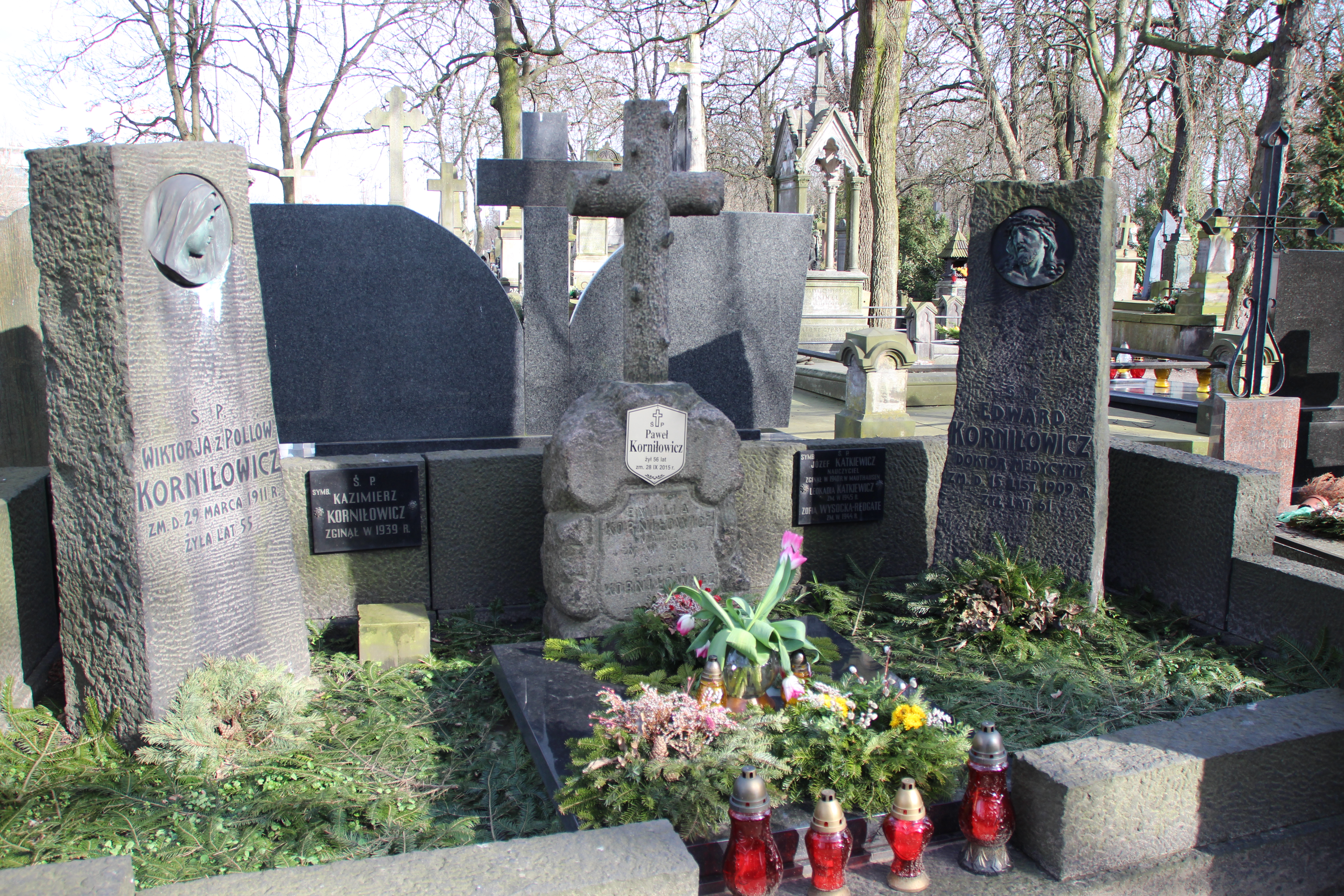
Grób rodziny Korniłowiczów na cmentarzu Powązkowskim

Uczęszczał do gimnazjum w Kownie i V Gimnazjum w Warszawie, które ukończył w 1868. Następnie studiował medycynę w Szkole Głównej Warszawskiej, a po jej likwidacji na Cesarskim Uniwersytecie Warszawskim. Od 1874 asystent w Klinice Chorób Nerwowych i Umysłowych Uniwersytetu Warszawskiego u Romualda Pląskowskiego. Od 1878 lekarz pozaetatowy w Szpitalu Ujazdowskim w Warszawie. Odbył wtedy staż w paryskiej klinice Charcota.
Żonaty z Wiktorią z Pollów (zm. 1911), mieli czterech synów: Rafała Mariana (1876–1916), Tadeusza Edwarda (1881–1940), Kazimierza (1892–1939) i Władysława Emila (1884–1946).
Zmarł w 1909 z powodu wady serca. Wspomnienia o nim napisali m.in. Stanisław Orłowski i Henryk Nusbaum. Pochowany jest w grobie rodzinnym na cmentarzu Powązkowskim (kwatera Q, rząd 2, miejsce 6/9).

## Wybrane prace
- O barwieniu ciał ziarnistych (corps granuleux – Körnchenkugeln) w mózgu i rdzeniu kręgowym. W: Księga pamiątkowa Henrykowi Hoyerowi w ofierze złożona. Warszawa: Druk. K. Kowalewskiego, 1884 ss. 271-275
- Kilka przypadków obłędu pijackiego (delirium potatorum). Medycyna 8 (43), ss. 676-681; 8 (44), ss. 689-692 (1880)
- Przyczynek do wpływu leczniczego ostrych cierpień gorączkowych na choroby umysłowe (psychozy). Gazeta Lekarska 16 (17), ss. 337-343, (18), ss. 361-369 (1881)
- Psychoza, powstała pod wpływem zatrucia jadem tyfusu brzusznego. Gazeta Lekarska 17 (28), ss. 556-561 (1882)
- Przypadek paralysis agitans. Gazeta Lekarska 18 (27): 505-509, (28): 525-527 (1883)
- Ś.p. prof. dr Romuald Pląskowski. (Wspomnienie pośmiertne). Gazeta Lekarska 31 (27), ss. 710-713 (1896)
- Przedstawienie 20 tablic szematycznych mechanizmu woli. Pam. Tow. Lek. Warsz 92 (2), ss. 550-554 (1896)
- O szkodliwości alkoholu. W: Pierwsza Konferencja w sprawie alkoholizmu w Królestwie Polskim, odbyta 2 lutego 1907 r. Warszawa: 1907, s. 13-17.